# Горан Пандев
Горан Пандев (на македонска литературна норма: Горан Пандев) е бивш футболист от Северна Македония, който играе като нападател.

## Кариера
Роден е в Струмица, Югославия на 27 юли 1983 година. По-голям брат e на Сашко Пандев.
Първият му професионален отбор е Беласица (Струмица). През сезон 2001/2002 преминава в италианския Интер. През следващия сезон Пандев е пратен под наем в Специя, където изиграва 22 мача в Серия Б и отбелязва 4 гола. През сезон 2003-04 Интер го отстъпва на Анкона. Там в 20 мача вкарва само един гол. Това обаче не попречва на Лацио през лятото на 2004 г. да откупи 50% от неговите права. В първата си година в Рим вкарва само 3 гола. По това време Интер продава своите 50% от Пандев на Удинезе. През сезон 2005-06 отново с екипа на Лацио отбелязва 11 гола в 35 мача. Това кара Лацио да откупи всичките права върху Пандев. През 2006-07 е неговия най-силен сезон. В 36 мача вкарва 11 гола, с което има голяма заслуга за класиране на Лацио в Шампионска лига. Пандев е едва втория македонец в Серия А след Дарко Панчев. Добрите му изяви с небесносинята фланелка, привлякоха вниманието на Ливърпул и Байерн (Мюнхен), които официално обявиха интерес към него.
На 4 януари 2010 г. Горан Пандев подписва 4-годишен договор с клуба с който започва кариерата си – ФК Интер. През 2010 г. основава Академия Пандев.
През 2011 г. Пандев отбелязва победният гол за Интер срещу Байерн Мюхен и така класира Интер за четвъртфиналите на Шампионската лига.

### Национален отбор
За мъжката формация на Северна Македония Пандев дебютира с гол на 22 август 2002 г. в евроквалификация срещу Малта в Скопие. Има 35 мача и 12 гола за националната гарнитура. За националния отбор на своята страна Пандев играе на по-нетипичен пост за него - атакуващ халф, но му е дадена по-голяма свобода на действия.

## Скандал
Австралийската телевизия „Фокс спортс“, собственост на Fox Broadcasting Company, предавайки мач на футболния отбор Интер, представя Горан Пандев като български футболист. В медийното пространство в Северна Македония се появяват слухове, че той има български паспорт. Такива слухове има още от 2002 година, когато треньорът Луиджи Симони прави опит да го привлече в ЦСКА, но самият Пандев твърдо отрича да има български паспорт и гражданство.

## Статистика
- 2000-01: Беласица (Струмица) (24 мача/6 гола)
- 2001-02: Интер (-)
- 2002-03: Специя (22 мача/4 гола)
- 2003-04: Анкона (20 мача/1 гол)
- 2004-05: Лацио (25 мача/3 гола)
- 2005-06: Лацио (35 мача/11 гола)
- 2006-07: Лацио (36 мача/11 гола)

## Успехи

### Отборни
Лацио
- Копа Италия: 2009

Интер
- Серия А: 2009/10
- Копа Италия: 2010, 2011
- Суперкопа Италиана: 2010
- Шампионска лига: 2009/10
- Световно клубно първенство на ФИФА: 2010

Наполи
- Копа Италия: 2012, 2014

Галатасарай
- Турска Суперлига: 2014/15
- Купа на Турция: 2015

### Индивидуални
- Футболист на годината на Северна Македония: 2004, 2006, 2007, 2008, 2010[5]
- Голмайстор на Копа Италия: 2009, 2017[6]